# Пфеффер, Иоганнес
Иоганнес Пфеффер  (нем. Johannes Pfeffer) — немецкий скульптор. Один из крупнейших мастеров эпохи Возрождения и раннего барокко. С 1670 года Руины кирхи в Кумачёво работал знаменитый немецкий скульптор и декоратор Иоганнес Пфеффер.
- 1668: алтарь в Церковь в Калининград (Ной-Россгартенская кирха; Пол.: Neurossgarten (Królewiec) , нем.: Neuroßgarten-Königsberg).[5][6]
- 1668:  Кафедра в Церковь в Логвино (Пол.: Logwino , нем.: Medenau).[6][7]
- 1668: Кафедра в Церковь в  Котельниково (Пол.: Kotielnikowo, нем.: Wargen).[6][7]
- 1670: Кафедра в Церковь в Русское (Пол.: Russkoje, нем.: Germau).[6][8]
- 1660/1670: Кафедра и алтарь в Церковь в Гурово-Илавецке  (Пол.: Górowo Iławeckie, нем.: Landsberg).[6]
- 1672: алтарь в Церковь в  Котельниково (Пол.: Kotielnikowo, нем.: Wargen).[6][9]
- 1673 Кафедра и алтарь в Церковь в Южный (Пол.: Južnyj, нем.: Jesau).[10]
- 1673 Кафедра в Церковь в Балтийск (Пол.: Bałtyjsk, нем.: Pillau).[6][10]
- 1676:алтарь в Церковь в Рябиновка  (Пол.: Rjabinowka, нем.: Schmoditten.[11]
- 1676:алтарь в Церковь в Кумачёво  (Пол.: Kumaczowo, нем.: Kumehnen).[6][12]
- 1676/1677: алтарь в Альт-Россгартенская кирха в Калининград  (Пол.: Altrossgarten (Królewiec) , нем.: Altroßgarten-Königsberg).[5][13]
- 1676/77:алтарь в Церковь в Бартошице  (Пол.: Bartoszyce , нем.: Bartenstein).[14]
- 1676/77: Эпита́фия Ганс Христоф Шловют     (нем.:Hans Christoph von Schlobhut)  в Церковь в Бартошице (Пол.: Bartoszyce , нем.: Bartenstein).[15].
- 1677: Эпита́фия Иоганнес Сохер (нем.: Johannes Soher)  в Церковь в Балтийск (Пол.: Bałtyjsk , нем.: Pillau).[16]
- 1677:Кафедра в Советск в Бартошице  (Пол.: Sowieck , нем.: Tilsit).[14]
- 1680:алтарь в Церковь в Ушаково  (Пол.: Uszakowo , нем.:  Brandenburg am frischen Haff).[17]
- 1680:алтарь в Церковь в Некрасово,   (Пол.: Niekrasowo , нем.: Schaaken).[18]
- 1680:алтарь в Церковь в Багратионовск,   (Пол.: Bagrationowsk , нем.: Preußisch Eylau).[19]
- 1681: алтарь в Церковь в Багратионовск,   (Пол.: Bagrationowsk , нем.: Preußisch Eylau).[19]
- 1681: алтарь в Церковь в Дружба,   (Пол.: Drużba , нем.: Allenburg).[20]
- 1681: Алтарь в Церковь в Соколика  (Пол.:  Sokolica, нем.: Falkenau).[21]
- 1682: Алтарь в Церковь в Марянка (Па́сленк)  (Пол.: Marianka, нем.: Marienfelde in Preußisch Holland).[22]
- 1683: Алтарь в Церковь в Поречье  (Пол.: Poreče, нем.: Allenau).[23]
- 1683: Алтарь в Церковь в Жабин  (Пол.: Żabin, нем.:  Szabienen).[24]
- 1683: Кафедра и алтарь в Церковь в Родново  (Пол.: Rodnowo, нем.: Reddenau).[25]
- 1687:  Кафедра и алтарь в Церковь в Добрый (Годково) (Пол.: Dobry (Godkowo), нем.: Döbern).[25]